# Perusula
Perusula (Sula variegata) är en sydamerikansk fågel i familjen sulor. Den häckar utmed Sydamerikas västkust från Peru till centrala Chile. Beståndet anses vara livskraftigt.

## Utseende och läte
Perusulan är en relativt liten sula med en kroppslängd på 71–76 cm. Den är helvit på huvud, hals och undersida, medan den är brun med vita fläckar på vingar, rygg och övergump. På övre stjärttäckarna och stjärtroten kan dock ses inslag av vitt. Näbben är lilablå och fötterna blågrå.

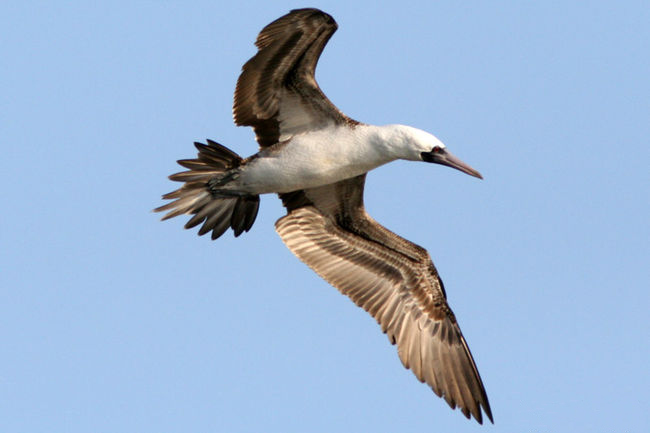

Vid häckningskolonierna hörs från hanen ljusa tjittrande ljud, från honan olika stönande läten.

## Utbredning och systematik
Fågeln förekommer utmed Sydamerikas västkust i närheten av Humboldtströmmen. Den häckar från norra Peru (Piura) till centrala Chile (Isla Mocha). Utanför häckningstid sprider den sig norrut till sydvästra Ecuador, sällsynt ända till sydvästra Colombia. Hybridisering har noterats med blåfotad sula i norra Peru, men anses förekomma mycket lokalt och sällsynt.

### Släktskap
Traditionellt har familjen placerats i ordningen pelikanfåglar men molekulära och morfologiska studier har visat att denna ordning är parafyletisk.. Därför har sulorna flyttats till den nya ordningen Suliformes tillsammans med fregattfåglar, skarvar och ormhalsfåglar.

## Levnadssätt
Perusulan häckar på öar i kolonier. Den är sällskaplig året runt. Under födosöket uppträder den ofta med skarvar och pelikaner i flockar på tusentals individer.

## Status och hot
Arten har ett stort utbredningsområde och en stor population med stabil utveckling och tros inte vara utsatt för något substantiellt hot. Utifrån dessa kriterier kategoriserar internationella naturvårdsunionen IUCN arten som livskraftig (LC).